# فیری (تگزاس)
فیری، تگزاس(به انگلیسی: Fairy, Texas) شهری در ایالت تگزاس از ایالات جنوبی ایالات متحده آمریکا است.